# 千葉実胤
千葉 実胤（ちば さねたね）は、室町時代中期の武将。武蔵千葉氏第2代当主。父は武蔵千葉氏初代当主の千葉胤賢。

## 生涯
康正元年（1455年）、上杉氏と古河公方足利成氏が対立して享徳の乱が発生、千葉氏は上杉氏に与したが、成氏派の重臣原胤房と同族の馬加康胤に千葉城を急襲され、千田荘に逃れ援軍を待った伯父の千葉胤直と従兄の胤宣父子は原胤房らに多古城と志摩城を攻められ落城、自刃した。しかし実胤と弟の自胤は父胤賢に連れられ志摩城を脱出、父も9月7日に小堤城で自刃して果てたが、実胤らは八幡荘市河城（現在の市川市市川）へ逃れた。 室町幕府8代将軍足利義政が派遣した同族の奉公衆東常縁の支援はあったが、成氏の派遣した簗田持助に敗れ、康正2年（1456年）1月19日に市河城も陥落、実胤らは武蔵へ、常縁は東庄の近い下総匝瑳郡へと逃れた。
その後、体制を立て直した常縁は、2月7日に老尾神社で戦勝祈願をした後に馬加城（現在の千葉市花見川区幕張町）を攻め落とし、6月12日に馬加康胤の子胤持を、11月1日には上総八幡（現在の市原市八幡）の村田川にまで逃れた康胤を討ち取り11月24日に原胤房も追放、馬加氏を滅ぼした。さらに康正3年（1457年）4月には実胤らの外戚である扇谷上杉家の家宰太田道灌が江戸城を築城する等古河公方側に圧力をかけ続けた。しかし、分家の印東庄岩橋村（現在の酒々井町岩橋）の領主岩橋輔胤等は本佐倉城を築城するなどし反抗し続けた。
その為、武蔵へ逃れた実胤らの下総への帰還は叶わず、実胤は寛正3年（1462年）に隠遁したと伝えられる。一説によれば病弱であったとも言われているが、近年では堀越公方足利政知の側近渋川義鏡による讒言による失脚（三浦時高、大森氏頼・実頼父子も義鏡に讒言されたとも）とする説もある。
弟の自胤が後を継いだが、東常縁が応仁の乱で本拠地美濃の所領を横領されたため帰京、岩橋輔胤の息子で下総千葉氏当主となった千葉孝胤の支配を崩せず、文明14年11月27日（1483年1月6日）に成氏と上杉氏の和睦が成立して千葉氏も成氏側の孝胤の下総支配が確定、自胤の帰還は実現せず、子孫は武蔵の国人に転落した。